# Copa do Mundo de Esqui Alpino de 1980
A Copa do Mundo de Esqui Alpino de 1980 foi a 14º edição da Copa do Mundo, ela foi iniciada em dezembro de 1979 na França e finalizada em março de 1980 na Áustria.
De Liechtenstein Andreas Wenzel venceu no masculino, enquanto no feminino sua irmã Hanni Wenzel foi a campeã geral.